# Морошкин, Николай Юрьевич
Морошкин Николай Юрьевич (15 ноября 1993 года, Тольятти, Самарская область ,Россия) — российский фигурист, выступавший в танцах на льду в паре с Евгенией Косыгиной.
По состоянию на 10 января 2015 года пара занимает 30-е место в рейтинге Международного союза конькобежцев (ИСУ)
.

## Биография
Николай Морошкин начинал заниматься фигурным катанием в 1998 году. Четыре сезона (2006-2010) выступал в паре с Валерией Старыгиной, тренируясь в группе танцев на льду Олега Судакова (ШВСМ 4, Тольятти). Серебряный призёр Первенства России среди юношей и девушек 2010 (Старый Оскол). Победитель, серебряный и бронзовый призёр этапов Кубка России 2007-09 по разряду КМС.
Весной 2010 года Николай Морошкин переехал в Одинцово (Московская область) - в группу Алексея Горшкова. Новой партнёршей стала местная фигуристка Евгения Косыгина.
Серебряный призёр Первенства России 2013 (Саранск) и Спартакиады учащихся России 2011 (Екатеринбург). Бронзовый призёр Первенства России 2011 (Казань) и Спартакиады молодёжи России 2012 (Красноярск). Победительница (2010, Германия), серебряный (2011, Латвия; 2012, США и Хорватия) и бронзовый (2010, Франция; 2011, Эстония) призёр юниорских Гран-при. Участница Чемпионатов мира среди юниоров 2011 (Каннын, Южная Корея) и 2013 (Турин, Италия), Финалов серии Гран-при среди юниоров 2010 (Пекин, Китай) и 2012 (Сочи, Россия).
В сезоне 2014-2015 пара приняла участие в турнире Ice Star, где заняла 2 место, уступив только Ксении Монько и Кириллу Халявину.
На Чемпионате России пара заняла 6 место, набрав 132.84 балла. Фигуристы представляли Россию на зимней Универсиаде в Испании, где заняли 4-е место.
По окончании спортивной карьеры начал работать хореографом.

## Программы
| Сезон     | Короткий танец                                       | Произвольный танец                                                     |
| --------- | ---------------------------------------------------- | ---------------------------------------------------------------------- |
| 2014-2015 | "Malaguena" Connie Francis                           | "Vai vedrai (Cirque Du Soleil)" Francesca Gagnon                       |
| 2013-2014 | "Bei Mir Bist Du Schoen" (quickstep) Puppini Sisters | "Jaleo by Louis Winsberg" Duende by Esteban "Oblivion" Astor Piazzolla |
| 2012-2013 | "Capone" Ronan Hardiman                              | "Liberian Girl" Michael Jackson                                        |
| 2011-2012 | "Ча-ча-ча"                                           | "Вальпургиева ночь"                                                    |
| 2010-2011 | "Крутится, вертится шар голубой" Ольга Арефьева      | "Вальс №7" Фредерик Шопен                                              |

## Спортивные достижения
| Соревнования                                         | 2010—2011 | 2011—2012 | 2012—2013 | 2013—2014 | 2014—2015 |
| ---------------------------------------------------- | --------- | --------- | --------- | --------- | --------- |
| Зимние Универсиады                                   |           |           |           |           | 4         |
| Чемпионаты России                                    |           |           |           |           | 6         |
| Финал Кубка России                                   |           |           |           |           | 1         |
| Ice Star                                             |           |           |           |           | 2         |
| Кубок Варшавы                                        |           |           |           |           | 4         |
| Чемпионаты мира среди юниоров                        | 6         |           | 6         | 9         |           |
| Первенство России по фигурному катанию среди юниоров | 3         | 5         | 2         | 4         |           |
| Финалы юниорского Гран-при                           | 6         |           | 6         |           |           |
| Юниорский этап Гран-при: Польша                      |           |           |           | 4         |           |
| Юниорский этап Гран-при: Хорватия                    |           |           | 2         |           |           |
| Юниорский этап Гран-при: США                         |           |           | 2         |           |           |
| Юниорский этап Гран-при: Эстония                     |           | 3         |           |           |           |
| Юниорский этап Гран-при: Латвия                      |           | 2         |           |           |           |
| Юниорский этап Гран-при: Германия                    | 1         |           |           |           |           |
| Юниорский этап Гран-при: Франция                     | 3         |           |           |           |           |